# Joseph Satten
Joseph Satten (* 1921 in Brooklyn, New York; † 28. Dezember 2012 in San Francisco) war ein US-amerikanischer Psychiater. Bekannt wurde er durch Truman Capotes Roman Kaltblütig, in dem seine Gutachten über die Mörder der Clutter-Familie Erwähnung finden.

## Bewertung des Mordfalls Clutter und andere Diagnosen
Joseph Satten hielt Perry Smith für den Hauptverantwortlichen am Mord an Herbert Clutter und dessen Familie. Er legte dar, dass Smith’ Biographie einem gängigen Muster für Mörder entsprach, die stellvertretend für ihre Väter oder andere Bezugspersonen, von denen sie misshandelt oder vernachlässigt worden waren, andere Personen töteten. Die Ermordung Herbert Clutters, eigentlich ohne offenkundiges Motiv, wie Satten in einem 1960 publizierten Aufsatz titelte, sei so zu erklären. Die übrigen drei Morde an Bonnie, Nancy und Kenyon Clutter seien dagegen durch den Tod des Familienoberhaupts motiviert gewesen. Im Falle des „nettesten Jungen von Wolcott“, Lowell Lee Andrews, kam Satten zu der Diagnose einer Schizophrenie, die jedoch nicht zu Unzurechnungsfähigkeit des Studenten, der seine Schwester und seine Eltern erschossen hatte, geführt habe. Sowohl Lowell Lee Andrews als auch die Mörder der Clutters starben durch den Strang. Sattens Beschreibung von Tätern ohne offenkundiges Mordmotiv wurde später auch mit den Persönlichkeitsmerkmalen des Kennedy-Mörders Lee Harvey Oswald verglichen und für übereinstimmend gehalten. Joseph Satten leistete bei der Verfilmung von Capotes Buch technische Assistenz.

## Leben
Joseph Satten schloss sein Studium an der New York University 1945 ab. Im selben Jahr heiratete er Norma, die er 1941 kennengelernt hatte. Aus der Ehe gingen drei Kinder hervor.
Norma Satten (* 1922; † 2010) schloss zunächst ein Wirtschaftsstudium am Brooklyn College ab und erwarb dann einen Master of Arts in Stadtplanung. Norma und Joseph Satten lebten von 1948 bis 1971 in Topeka; Joseph Satten war lange Zeit an der dortigen Menninger-Klinik beschäftigt. 1971 zog das Ehepaar nach San Francisco. Norma Satten, die sich schon in Topeka mit Gesundheitsplanung und sozialen Themen beschäftigt hatte, war dort unter anderem an der Organisation von Heimpflegediensten und der Gründung des Coming Home Hospice beteiligt, eines Hospizes für Krebs- und Aidspatienten. Für ihr Engagement, auch in der jüdischen Gemeinde, erhielt sie zahlreiche Ehrungen.

## Publikationen (Auswahl)
- The Concept of Responsibility in Psychiatry and its Relationship to the Legal Problem of „Criminal Responsibility“, in: University of Kansas Law Review 1955–1956, S. 361 ff.
- Growth of Psychiatrists During And After Residency Training. An Objective Evaluation, mit Herbert C. Modlin, William Benjamin, S. Burritt Lacy und Bernard H. Hall, in: American Journal of Psychiatry 115, 1959, S. 1081–1090
- Crime and Mental Disorders, Franklin Watts, 1963

## Sonstiges
Im Jahr 2011 verkaufte die Familie Satten ein 1925 erbautes Haus an der Clayton Street in Haight Ashbury an die Schriftstellerin Nancy Austin.